# Carolina Forest
Carolina Forest es una área no incorporada ubicada del condado de Horry en el estado estadounidense de Carolina del Sur. El pueblo en el año 2000 tiene una población de 5.009 habitantes en una superficie de 63.9 km², con una densidad poblacional de 124.1 personas por km².  La elevación de Carolina Forest es de 12 m s. n. m.. 